# Харагаули
Харагау́ли (груз. ხარაგაული) — посёлок городского типа в регионе Имеретия Грузии. Является административным центром Харагаульского муниципалитета.
В советское время носил название Орджоники́дзе. Статус пгт с 1944 года.